# Stephen Johns
Stephen Johns, född 18 april 1992, är en amerikansk före detta professionell ishockeyspelare som bland annat spelade för NHL-klubben Dallas Stars. Han har tidigare spelat på lägre nivåer för Rockford Icehogs och Texas Stars i AHL, Notre Dame Fighting Irish (University of Notre Dame) i National Collegiate Athletic Association (NCAA) och för Team USA i United States Hockey League (USHL) och North American Hockey League (NAHL).
Johns draftades i andra rundan i 2010 års draft av Chicago Blackhawks som 60:e spelare totalt.

## Statistik
| 2007–2008   | Pittsburgh Hornets U18    |             | 76  | 16 | 29 | 45 | 70  | — | — | — | — | — |
|             | Pittsburgh Hornets U18    | T1EHL U18   | 26  | 4  | 7  | 11 | 24  | — | — | — | — | — |
| 2008–2009   | U.S. National U17 Team    |             | 16  | 2  | 6  | 8  | 20  | — | — | — | — | — |
|             | U.S. National U17 Team    | NAHL        | 31  | 3  | 5  | 8  | 30  | — | — | — | — | — |
| 2009–2010   | Team USA                  | USHL        | 23  | 1  | 7  | 8  | 29  | — | — | — | — | — |
|             | U.S. National U18 Team    |             | 62  | 3  | 16 | 19 | 67  | — | — | — | — | — |
| 2010–2011   | Notre Dame Fighting Irish | NCAA        | 44  | 2  | 11 | 13 | 98  | — | — | — | — | — |
| 2011–2012   | Notre Dame Fighting Irish | NCAA        | 37  | 4  | 6  | 10 | 71  | — | — | — | — | — |
| 2012–2013   | Notre Dame Fighting Irish | NCAA        | 41  | 1  | 13 | 14 | 62  | — | — | — | — | — |
| 2013–2014   | Notre Dame Fighting Irish | NCAA        | 40  | 8  | 12 | 20 | 69  | — | — | — | — | — |
|             | Rockford Icehogs          | AHL         | 8   | 1  | 4  | 5  | 4   | — | — | — | — | — |
| 2014–2015   | Rockford Icehogs          | AHL         | 51  | 4  | 17 | 21 | 44  | 8 | 3 | 4 | 7 | 4 |
| 2015–2016   | Dallas Stars              | NHL         | 2   | 0  | 0  | 0  | 0   | — | — | — | — | — |
|             | Texas Stars               | AHL         | 55  | 4  | 20 | 24 | 43  | — | — | — | — | — |
| NHL totalt  | NHL totalt                | NHL totalt  | 2   | 0  | 0  | 0  | 0   | — | — | — | — | — |
| AHL totalt  | AHL totalt                | AHL totalt  | 114 | 9  | 41 | 50 | 91  | 8 | 3 | 4 | 7 | 4 |
| NCAA totalt | NCAA totalt               | NCAA totalt | 162 | 15 | 42 | 57 | 300 | — | — | — | — | — |